# Rancho Alegre (Texas)
Rancho Alegre è un census-designated place degli Stati Uniti d'America situato nella contea di Jim Wells dello Stato del Texas.
La popolazione era di 1.704 persone al censimento del 2010.

## Geografia fisica
Rancho Alegre è situata a 27°44′24″N 98°05′35″W (27.739945, -98.093028).
Secondo lo United States Census Bureau, ha un'area totale di 1,3 miglia quadrate (3,4 km²).

## Società

### Evoluzione demografica
Secondo il censimento del 2000, c'erano 1.775 persone, 544 nuclei familiari e 441 famiglie residenti nella città. La densità di popolazione era di 1.412,5 persone per miglio quadrato (543,9/km²). C'erano 602 unità abitative a una densità media di 479,1 per miglio quadrato (184,5/km²). La composizione etnica della città era formata dal 79,15% di bianchi, lo 0,73% di afroamericani, lo 0,73% di nativi americani, lo 0,06% di asiatici, il 17,41% di altre razze, e l'1,92% di due o più etnie. Ispanici o latinos di qualunque razza erano il 90,99% della popolazione.
C'erano 544 nuclei familiari di cui il 43,2% aveva figli di età inferiore ai 18 anni, il 54,8% aveva coppie sposate conviventi, il 19,7% aveva un capofamiglia femmina senza marito, e il 18,9% erano non-famiglie. Il 17,5% di tutti i nuclei familiari erano individuali e il 7,7% aveva componenti con un'età di 65 anni o più che vivevano da soli. Il numero di componenti medio di un nucleo familiare era di 3,26 e quello di una famiglia era di 3,67.
La popolazione era composta dal 34,0% di persone sotto i 18 anni, l'11,8% di persone dai 18 ai 24 anni, il 25,5% di persone dai 25 ai 44 anni, il 18,8% di persone dai 45 ai 64 anni, e il 9,8% di persone di 65 anni o più. L'età media era di 28 anni. Per ogni 100 femmine c'erano 96,8 maschi. Per ogni 100 femmine dai 18 anni in giù, c'erano 91,0 maschi.
Il reddito medio di un nucleo familiare era di 22.534 dollari e quello di una famiglia era di 23.920 dollari. I maschi avevano un reddito medio di 19.769 dollari contro i 14.489 dollari delle femmine. Il reddito pro capite era di 8.963 dollari. Circa il 32,6% delle famiglie e il 31,6% della popolazione erano sotto la soglia di povertà, incluso il 36,7% di persone sotto i 18 anni e il 40,4% di persone di 65 anni o più.